# Роки-Маунт (Виргиния)
Роки-Маунт (англ. Rocky Mount) — город и административный центр округа Франклин  в штате Виргиния США. По данным переписи 2020 года, численность населения составляла 4903 человека.

## Население
| 1880 | 2000  | 2010  | 2020  |
| ---- | ----- | ----- | ----- |
| 315  | ↗4066 | ↗4799 | ↗4903 |